# La fioraia di Como
La fioraia di Como è un mediometraggio muto italiano del 1915 diretto da Augusto Genina.